# Hirschbrunnen (Elbingerode)

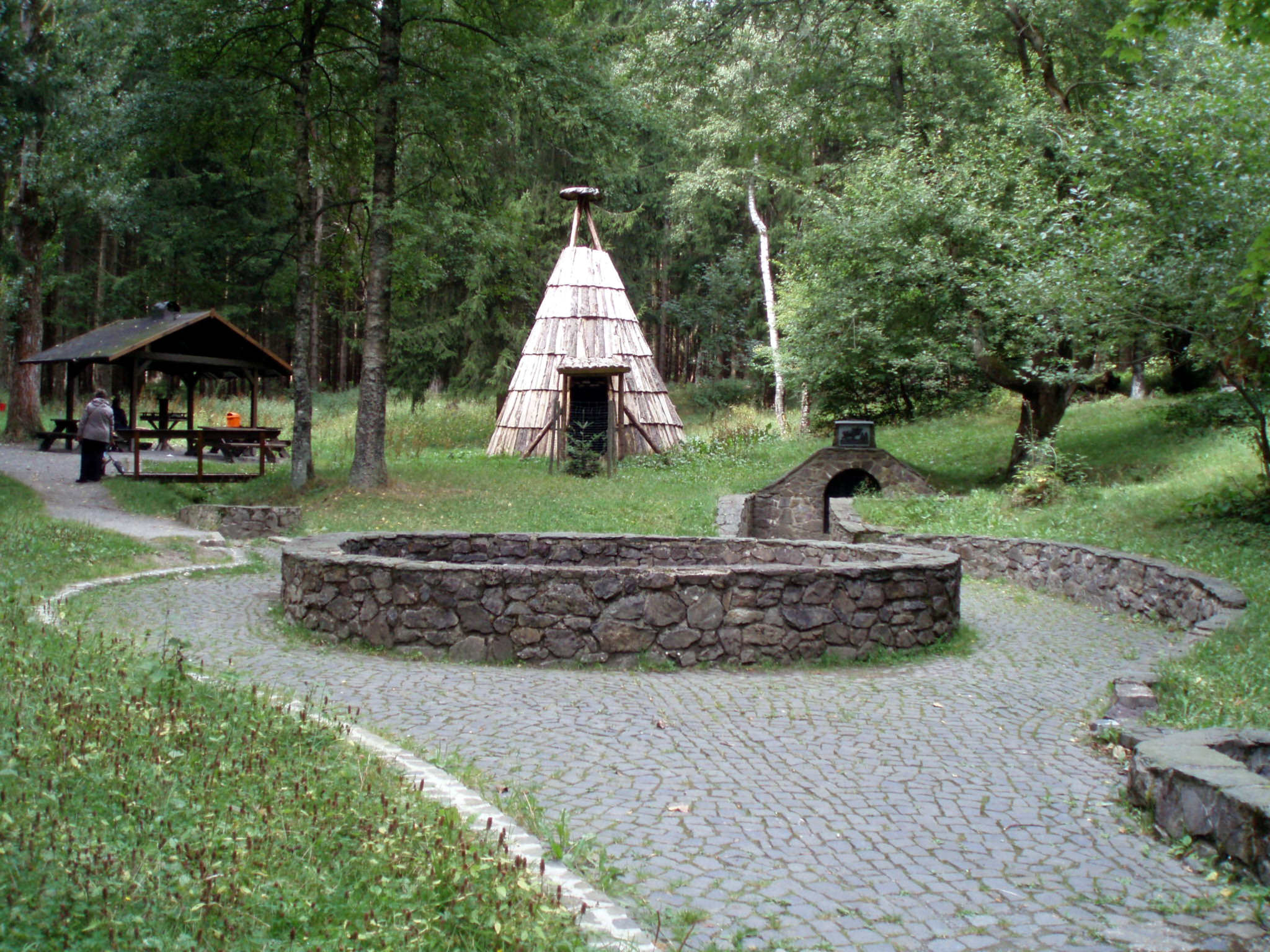
Am Hirschbrunnen

Der Hirschbrunnen ist eine gefasste Wasserquelle nordwestlich des Ortsteils Elbingerode der Stadt Oberharz am Brocken in Sachsen-Anhalt.

## Lage
Die Quelle liegt im Waldgebiet zwischen Elbingerode und Drei Annen Hohne, ist in Stein gefasst und mit einem Hirschrelief gekennzeichnet. Unmittelbar an der Quelle befindet sich ein Rastplatz mit Grillstelle und eine 2013 neu errichtete Köte.

## Sonstiges
Etwa 250 m von der Quelle entfernt liegen in der Nähe des von ihr gespeisten kleinen Baches die Waldgaststätte „Zum Hirschbrunnen“ sowie das Jugendgästehaus Elbingerode. Die Umgebung des Hirschbrunnens ist gekennzeichnet von früherem Eisensteinbergbau, der in dieser Gegend bis zum Beginn des 20. Jahrhunderts sehr rege war.
Am Hirschbrunnen wurde am 19. August 2012 anlässlich einer Sternwanderung vom damaligen Vorsitzenden des Harzklubs Michael Ermrich eine Gedenktafel aus Anlass des 125-jährigen Bestehens des Harzklubzweigvereins Elbingerode enthüllt, die kurze Zeit später gestohlen wurde.
Koordinaten: 51° 46′ 45,5″ N, 10° 47′ 6,1″ O